# لیزا بربولان
لیزا بربولان (فرانسوی: Lisa Barbelin‎؛ زادهٔ ۱۰ آوریل ۲۰۰۰) کماندار اهل فرانسه است.
وی در مسابقات کشوری و بین‌المللی در مجموع برندهٔ ۱ مدال نقره، ۲ مدال برنز شده است.